# Прапор Тереблечого
Пра́пор Тереблечого — офіційний символ села Тереблече, Чернівецького району Чернівецької області, затверджений 11 квітня 2017 р. рішенням Тереблеченської сільської ради.
Автор — Андрій Гречило.

## Опис
Квадратне зелене полотнище, з нижнього кута від древка по діагоналі йде ділена вертикально на білі та червоні частини смуга (завширшки в 1/6 сторони прапора), на яку по іншій діагоналі накладається жовтий кадуцей.

## Зміст
Біло-червона смуга вказує на розташування села на Державному кордоні України та наявність тут пропускного пункту, а кадуцей — на розміщення митного поста..